# Atletica leggera ai XVII Giochi del Mediterraneo - 400 metri piani maschili
Le gare di atletica leggera nella categoria 400 metri piani maschili si sono tenute il 27 e 28 giugno 2013 al Nevin Yanıt Atletizm Kompleksi di Mersina.

## Calendario
Fuso orario EET (UTC+3).
| Data      | Ora   | Turno    |
| --------- | ----- | -------- |
| 27 giugno | 19:40 | Batterie |
| 28 giugno | 19:40 | Finale   |

## Risultati
Gli 11 atleti vengono inquadrati in due batterie rispettivamente da 6 e 5 velocisti ciascuna. Si qualificano alla finale i primi otto tempi.

### Batterie
| Pos. | Nome                        | Nazione   | Tempo | Batt. | Corsia | Note |
| ---- | --------------------------- | --------- | ----- | ----- | ------ | ---- |
| 1    | Mame-Ibra Anne              | Francia   | 45"78 | 1     | 3      | Q    |
| 2    | Anas Beshr                  | Egitto    | 46"25 | 2     | 7      | Q    |
| 3    | Yavuz Can                   | Turchia   | 46"53 | 1     | 4      | Q    |
| 4    | Petros Kyriakidis           | Grecia    | 46"69 | 1     | 6      | Q    |
| 5    | Matteo Galvan               | Italia    | 46"73 | 2     | 4      | Q    |
| 6    | Sidney Mark Ujakpor Sánchez | Spagna    | 46"77 | 2     | 3      | Q    |
| 7    | Lorenzo Valentini           | Italia    | 47"03 | 1     | 5      | Q    |
| 8    | Dimitrios Gravalos          | Grecia    | 47"14 | 2     | 5      | Q    |
| 9    | Halit Kılıç                 | Turchia   | 48"15 | 2     | 6      |      |
| 10   | Kristian Efremov            | Macedonia | 48"87 | 1     | 2      |      |
| 11   | Abdulsalam Torkia           | Libia     | -     | 2     | 7      | DSQ  |

### Finale
| Pos. | Atleta                      | Nazionalità | Tempo | Corsia | Note |
| ---- | --------------------------- | ----------- | ----- | ------ | ---- |
|      | Matteo Galvan               | Italia      | 45"59 | 6      |      |
|      | Anas Beshr                  | Egitto      | 45"79 | 5      |      |
|      | Mame-Ibra Anne              | Francia     | 45"81 | 4      |      |
| 4    | Petros Kyriakidis           | Grecia      | 46"26 | 7      |      |
| 5    | Sidney Mark Ujakpor Sánchez | Spagna      | 46"53 | 2      |      |
| 6    | Yavuz Can                   | Turchia     | 46"70 | 3      |      |
| 7    | Dimitrios Gravalos          | Grecia      | 46"76 | 8      |      |
| 8    | Lorenzo Valentini           | Italia      | 47"37 | 1      |      |